# Päpstliches Spanisches Kolleg

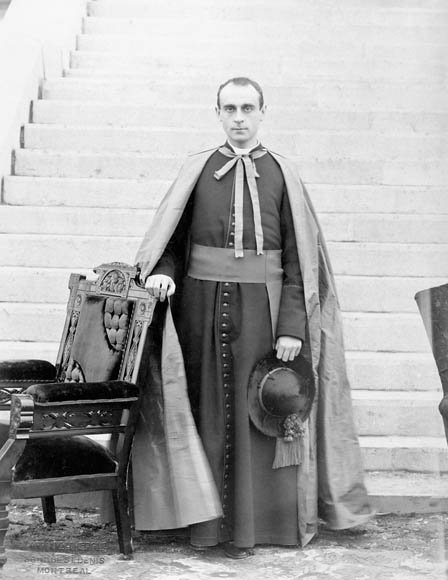
Rafael Merry del Val y Zulueta 1897 als Apostolischer Delegat in Kanada

Das Päpstliche Spanische Kolleg St. Joseph (es.: Pontificio Colegio Español de San José; it.: Pontificio Collegio Spagnuolo) in Rom ist ein Päpstliches Kolleg für spanische Seminaristen und Priester. Es obliegt in finanzieller und wissenschaftlicher Hinsicht der Spanischen Bischofskonferenz und arbeitet eng mit der Päpstlichen Universität Gregoriana zusammen. 

## Geschichte
Die Gründungsidee zu einem spanischen Priesterseminar in Rom ist auf die schwierige Situation der katholischen Kirche zwischen dem 19. Jahrhundert und dem beginnenden 20. Jahrhundert zurückzuführen. Nach dem Unabhängigkeitskrieg (1808–1813), dem Carlistenkrieg, der Ersten Republik und der Restauration (1820–1898) wurde die Priesterausbildung drastisch behindert und eingeschränkt. An den spanischen Universitäten konnten die Fakultäten für Theologie nur noch bedingt ausbilden. 
(siehe Hauptartikel: Geschichte Spaniens)

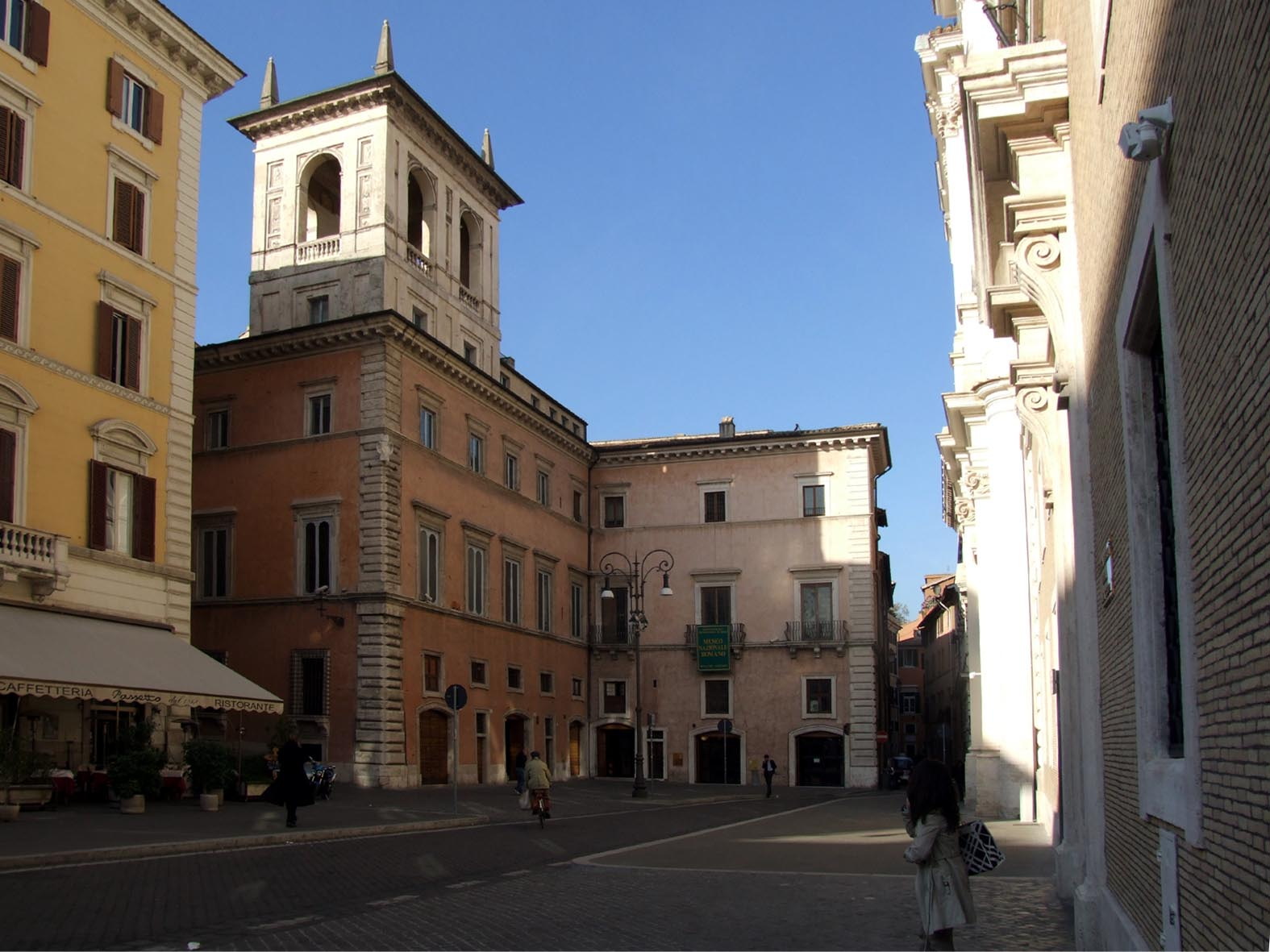
Palazzo Altemps

Um den Priesternachwuchs nicht zu gefährden, bestand die dringende Notwendigkeit, eine Institution zur Priesterausbildung zu errichten. In Rom trieb der spanische Priester Manuel Domingo y Sol seit 1890 die Gründung eines Kollegs für spanische Priesteramtskandidaten voran. Als Förderer, Fürsprecher und Finanzgeber konnte er den Päpstlichen Kammerherren Rafael Merry del Val gewinnen. Am 1. April 1892 wurde mit elf Seminaristen der erste Studiengang eröffnet, zum ersten Rektor wurde Benjamin Miñana ernannt. Sein erstes Gebäude bezog das Kolleg in der Via Condotti, in der Nähe der spanischen Botschaft am Vatikan. Binnen Jahresfrist, bis zum 1. April 1893, stieg die Zahl der Studenten auf 32 an, sie kamen aus zwölf spanischen Diözesen. Bereits zu diesem Zeitpunkt regte Papst Leo XIII. eine Erweiterung an und schlug als neue Heimat den Palazzo Altemps, den Sitz der ehemaligen Accademia Nazionale dei Lincei, vor. Allerdings fehlten den spanischen Bischöfen die finanziellen Mittel zum Kauf des Anwesens. Am 21. Juni 1893 wies Kardinal Rampolla, der Apostolischer Nuntius in Madrid war, dem Kolleg den Palast Altemps zu. Papst Leo XIII. übernahm zu einem großen Teil die Mietkosten. Im Oktober 1893 startete der erste Kurs mit 42 Schülern. Im September 1894, nun mit 52 Studenten, wurde der Palazzo Altemps an der Piazza Navona zur ersten festen Heimat des Kollegs. Papst Leo XIII. überschrieb am 23. Oktober 1893 den Bischöfen Spaniens das Eigentumsrecht. 1904 erteilte Papst Pius X. dem Kolleg den Status eines Päpstlichen Kollegs.

## Erweiterung
Die Zahl der Studienbewerber nahm in den 1950er Jahren ständig zu, der Palast Altemps wurde zu klein. In jedem neuen Jahrgang – die Studienzeit beträgt zwischen fünf und sieben Jahren – meldeten sich neue Priesteramtskandidaten an. Man entschied sich seitens des spanischen Episkopats für einen Neubau. Papst Pius XII. legte den Grundstein für das vom Architekten José María de la Vega Samper entworfene Kolleggebäude. Das Grundstück liegt am Stadtrand von Rom an der Via die Torre Rossa. Im Herbst 1965 wurde das neue Kolleg offiziell von Papst Paul VI. eröffnet. Der Palast Altemps wurde 1971 an den Heiligen Stuhl zurückgegeben. Schon während der Sitzungsperioden des Zweiten Vatikanischen Konzils wurden die spanischen Teilnehmer im neuen Haus beherbergt. Auch heute noch dienen die Einrichtungen den spanischen Bischöfen als Unterkunft.

## Zielsetzung und Organisation
Das Kolleg bietet eine  spirituelle Atmosphäre, es stellt wissenschaftliche Materialien zur Verfügung und fördert die Priesterausbildung. Schirmherr des Kollegs ist der jeweilig amtierende Vorsitzende der spanischen Bischofskonferenz, dieses ist seit 2008 Antonio Maria Rouco Kardinal Varela und Erzbischof von Madrid. Heute studieren durchschnittlich 50 bis 60 Seminaristen und Priester am Kolleg, sie studieren auch an den Päpstlichen Universitäten und Institutionen in Rom. Rektor ist seit 2015 P. José San José Prisco.

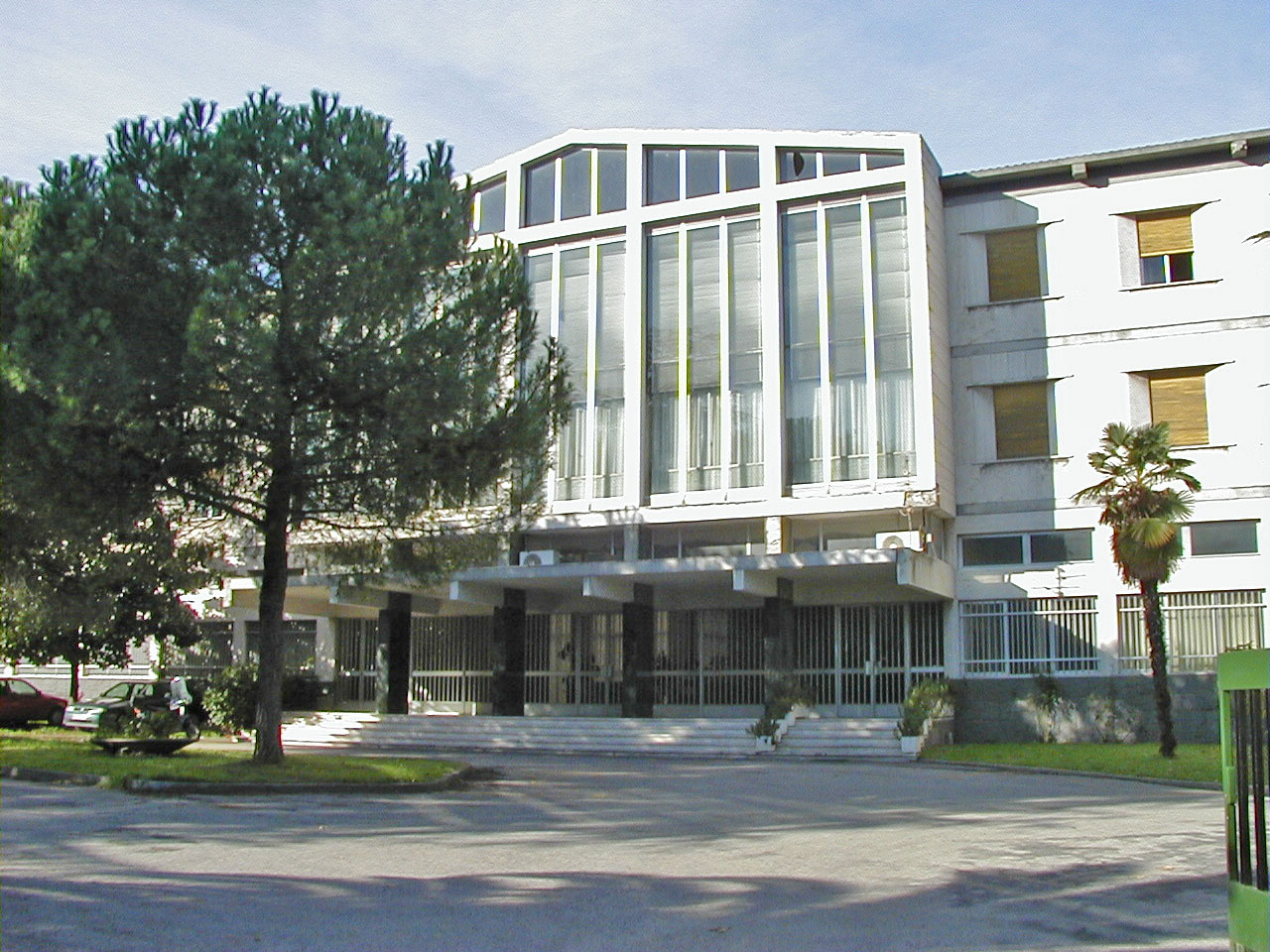
Eingang zum Hauptgebäude des Spanischen Kollegs

## Einige ehemalige Absolventen
in der Reihenfolge des Geburtsjahres
- Enrique Kardinal Pla y Deniel (1876–1968) war Erzbischof von Toledo.
- Leopoldo Eijo y Garay (1878–1963) war Patriarch von Westindien.[3]
- Manuel Kardinal Arce y Ochotorena (1879–1948) war Erzbischof von Tarragona.
- Benjamín de Arriba y Castro (1886–1973) war Erzbischof von Tarragona.
- Gregorio Modrego y Casaus (1890–1972) war Erzbischof von Barcelona.
- Fernando Kardinal Quiroga y Palacios (1900–1971) war Erzbischof von Santiago de Compostela.
- José María Kardinal Bueno y Monreal (1904–1987) war Erzbischof von Sevilla.
- Narciso Kardinal Jubany Arnau (1913–1996) war Erzbischof von Barcelona.
- Eduardo Kardinal Martínez Somalo (1927–2021) war Camerlengo (Kardinalkämmerer).
- Antonio Montero Moreno (1928–2022) war Erzbischof von Mérida-Badajoz.
- Elías Yanes Álvarez (1928–2018) ist emeritierter Erzbischof von Saragossa.
- José Luis Martín Descalzo (1930–1991) war Dichter und Journalist.
- Justo Mullor García (1932–2016) war Titularerzbischof von Emerita Augusta und emeritierter Präsident der Päpstlichen Diplomatenakademie.
- Lluís Kardinal Martínez Sistach (* 1937) ist Erzbischof von Barcelona.